# Völklingen
Völklingen – miasto w zachodnich Niemczech, w kraju związkowym Saara, w związku regionalnym Saarbrücken, nad rzeką Saara. Prawa miejskie uzyskało w 1937 r. W 2010 r. miasto to na powierzchni 67,06 km² zamieszkiwało 39 626 osób.
Rozwinął się tu przemysł wydobywczy (węgiel kamienny), metalurgiczny, maszynowy, materiałów budowlanych, środków transportu oraz drzewny.
W Völklingen znajduje się huta żelaza, wpisana na listę światowego dziedzictwa UNESCO w 1994 r.
W dzielnicy, zwanej Luisenthal, w 1820 r. rozpoczęła działalność kopalnia węgla kamiennego „Luisenthal”. Została ona zamknięta 17 czerwca 2005 r. W okresie jej funkcjonowania wydobyto łącznie około 58 mln ton węgla. W 1959 roku zatrudnionych było w niej około 3800 górników.
Kopalnia ta zasłynęła z najtragiczniejszego wypadku górniczego w historii Republiki Federalnej Niemiec, w którym 7 lutego 1962 roku na skutek wybuchu metanu i pyłu węglowego poniosło śmierć 299 górników.